# 거침없이 하이킥의 에피소드 목록
아래는 MBC의 드라마인 《거침없이 하이킥!》의 에피소드 목록이다.

## 개요
시트콤 거침없이 하이킥의 방영 목록이다. 2006년 11월 6일부터 주 5일 회당 30분 방송.

## 에피소드 요약
| 1        | 2006. 11. 06 | 독불장군 이순재 / 이혼하는 민용-신지 / 힘센 문희,준하 / 앙숙인 윤호,민호                                  |
| 2        | 2006. 11. 07 | 준이 납치한 민용-신지 추격하는 준하-순재 / 오토바이 탄것 걸릴까 조마조마한 윤호                           |
| 3        | 2006. 11. 08 | 민용과 민정의 동거 / 진료 못하는 돌팔이 한의사 순재                                                       |
| 4        | 2006. 11. 09 | 개성댁 실종 / 유미가 윤호에 반할까 두려운 민호                                                            |
| 5        | 2006. 11. 10 | 해미 말만 듣는 준하 / 순재 옥탑방 봉의 비밀 발견 / 민호 음산한 유미집 방문                                |
| 6        | 2006. 11. 13 | 옥탑방 감옥에 갇힌 남자들 / 러시아 타이즈 남의 시각공해                                                   |
| 7        | 2006. 11. 14 | 해미에 무시당하는 문희(호박고구마) / 학생들 제압하려다 웃음거리 된 민정                                   |
| 8        | 2006. 11. 15 | 준하 변비 때문에 일어난 일들 (똥의 독백) / 신지가 떠난 집에서 신지와의 추억 생각하는 민용                 |
| 9        | 2006. 11. 16 | 해미와 앙숙 민용 (춤추며 삭히는 해미) / 민호, 유미집에서 졸도                                             |
| 10       | 2006. 11. 17 | 양이 줄어든 문희 / 준이 보러 몰래 순재집에 잠입한 신지                                                    |
| 11       | 2006. 11. 20 | 민호와 범이의 표창장(?) / 문희 곳곳에 해미 똥 자랑                                                        |
| 12       | 2006. 11. 22 | 너무도 다른 형제 민호와 윤호 / 민용 우연을 가장해 신지 만나기                                             |
| 13       | 2006. 11. 23 | 아파트 소유권으로 싸우는 민용-신지-민정 / 장어 때문에 싸운 문희와 준하                                    |
| 14       | 2006. 11. 24 | 결혼기념일 여행서 왕따된 문희 / 민정 옛 애인 혼내주는 윤호                                                |
| 15       | 2006. 11. 27 | 중학생과 핸드폰 문자 싸움하는 순재 / 유미 집에 목걸이 떨어뜨린 준하                                       |
| 16       | 2006. 11. 28 | 유미와 뽀뽀한 민호 때문에 충격받은 해미 / 신지 타이르러(?) 찾아간 문희                                    |
| 17       | 2006. 11. 29 | 해미와 순재 청와대 방문 / 풍파고 교가 작곡하는 신지                                                       |
| 18       | 2006. 11. 30 | 윤호와 사귀고 민호 과외해 준다는 구설수에 오른 민정 / 순재 짝사랑 만나다 문희에 발각                      |
| 19       | 2006. 12. 01 | 해미가 준하와 결혼한 이유 / 민용에게 반한 민정                                                            |
| 20       | 2006. 12. 04 | 야동순재 1 (우량주 폴더) / 유미집 마룻바닥의 비밀을 알아내려는 윤호와 준하                                |
| 21       | 2006. 12. 05 | 순재-앙숙 대근에 굴욕 / 살인자의 딸 유미가 두려운 민호                                                    |
| 22       | 2006. 12. 06 | 식모살이 출신 문희와 순재도련님의 러브스토리 / 신지 찾으러 공항 간 민용                                   |
| 23       | 2006. 12. 07 | 해미 vs 민용 (말끊어먹기) / 개성댁 쌍둥이 동생                                                            |
| 24       | 2006. 12. 08 | 준하에게 미리 실험해보는 행동하는 순재 / 민용이 최고로 멋져보이는 민정의 착각                             |
| 25       | 2006. 12. 12 | 야동순재2 (야동 나와라 야동) / 해미VS신지의 신경전 (노래방)                                               |
| 26       | 2006. 12. 13 | 술에 취한 괴물준하 사육해미 / CM송 녹음실에서 신지에게 다가온 남자                                        |
| 27       | 2006. 12. 14 | 발 마사지사 순재 (영어 까막눈 순재) / 미국 수도가 LA? 무식한 유미                                         |
| 28       | 2006. 12. 15 | 문희에게 빌려준 돈받아내는 민정 / 차별 받아 서러운 윤호-맘대로 할 수 있는게 없는 준하                     |
| 29       | 2006. 12. 18 | 나장금-문희와 해미 김장 대결 / 민정 업고 합체해서 싸우는 윤호                                             |
| 30       | 2006. 12. 19 | 유 간호사와 영화 보고 두려움에 떠는 준하 / 유미 부탁으로 키높이 구두 신는 민호                            |
| 31       | 2006. 12. 20 | MT순재 (제멋대로 게임 하는 순재) / 민용 무동타고 초라하게 고백하는 민정                                   |
| 32       | 2006. 12. 21 | 게임 캐릭터 죽인 민용 잡으려는 준하 / 뮤지컬 오디션 떨어진 신지 해미에 복수                               |
| 33       | 2006. 12. 22 | 산타 순재 (루돌프 준하 때리는 산타 순재) / 이브에 팬션가기로한 신지와 민용, 맘아픈 민정                   |
| 34       | 2006. 12. 25 | 탈옥수 개성댁 신고하려는 순재 / 민용과 민정 사귄다며, 민정 울리는 찬성과 승현                             |
| 35       | 2006. 12. 26 | 해미에게 운전 배우는 문희 / 순재에게 침맞고 목이 더 아픈 민정(헛침순재)                                   |
| 36       | 2006. 12. 27 | 삼부자 브이 특공대 ! / 발로 해도 너보단 잘하겠다                                                          |
| 37       | 2007. 01. 01 | 해미의 민용 재혼 보고서 / 준하-건강검진 때문에 12시간 금식                                                |
| 38       | 2007. 01. 02 | 민호 vs 윤호 - 문화상품권 걸고 퀴즈맞히기 / 게임에 빠진 민용-신지에게 키스하는 한영민                     |
| 39       | 2007. 01. 03 | 밍크코트 지키려는 매트릭스 문희 / 민정 정성에 모범생되려다 더 삐뚤어진 윤호                               |
| 40       | 2007. 01. 04 | 유미에게 새총쏘는 해미 / 영민차로 사고 내는 신지                                                          |
| 41       | 2007. 01. 05 | 한방병원 DJ 준하 / 코스프레 토끼의상 입고 민용에게 고백하는 민정                                          |
| 42       | 2007. 01. 08 | 준하의 취업에 기뻐하고 실직에 슬퍼하는 순재가족들 / 민정과 민용 석모도에서 하룻밤                         |
| 43       | 2007. 01. 09 | S라인 문희 / 요가선생에게 반한 순재 / 폼생폼사 때문에 힘든 윤호                                           |
| 44       | 2007. 01. 10 | 무당VS해미 / 주몽 해미 / 민용에게 튕기다 후회하는 민정                                                    |
| 45       | 2007. 01. 11 | 나문희 방구보감 / 민호의 택시 윤호 / 신지 앞길 막은 과거회상                                              |
| 46       | 2007. 01. 12 | 대사 못외우는 로미오 윤호-줄리엣 유미 / 순진도련님 순재에게 내숭 떨었던 문희 과거회상                     |
| 47       | 2007. 01. 15 | 할배탐정 이순재, 도자기 깬 범인찾기 / 신지 생일-민용눈치보며 마음 졸이는 민정                             |
| 48       | 2007. 01. 16 | 순재의 TV 모닝건강서 3종 굴욕 / 대부해미-준하 이용해 민용 혼내기                                          |
| 49       | 2007. 01. 17 | 윤호에게 뽀뽀하는 민정 / 해미 구박하는 문희의 상상                                                        |
| 50       | 2007. 01. 18 | 식물인간도 고개 돌려버린 해미준하 닭살 애정행각 / 신지 입 막으려는 순재                                   |
| 51       | 2007. 01. 19 | 민용VS영민 오줌발대결 / 80등 성적 올라도 소외된 윤호                                                      |
| 52       | 2007. 01. 22 | 책 속의 돈의 주인 찾기 / 보드가방 속 민정과 사진찍기                                                      |
| 53       | 2007. 01. 23 | 카리스마 민호 / 민정과 신지 말다툼                                                                        |
| 54       | 2007. 01. 24 | 해미에게 물어보고 결정하는 문희와 준하 / 민용*민정 화해 도와주는 윤호                                     |
| 55       | 2007. 01. 25 | 순재도 인간임을 목격한 준하 / 사라진 유미네                                                               |
| 56       | 2007. 01. 26 | 결혼기념일에 연극배우 뺨치는 해미 / 신지*영민과 결별 & 신지의 실직                                        |
| 57       | 2007. 01. 29 | 단기기억상실증 이형사 / 준하 등짝 메모 지우기 / 민용의 굴욕적 부탁 즐기는 해미                            |
| 58       | 2007. 01. 30 | 악플 글 쓴 순재 대신 경찰서가는 윤호 / 실직자 준하와 신지의 추억                                          |
| 59       | 2007. 01. 31 | 유미 찾아 목포 간 민호와 범 / 먹보준하에겐 조상님의 로우킥                                                |
| 60       | 2007. 02. 01 | 민호-윤호 운명의 갈림길 과거회상 / 민용 옆자리에 앉아 행복해하는 민정                                     |
| 61       | 2007. 02. 02 | 교감의 반어법을 못알아 듣는 순재가족들 / 윤호에게 반한 미려                                               |
| 62       | 2007. 02. 05 | 준하-대근에 뺏긴 순재 새신 찾기 / 윤호-민용 문병 온 서선생 탈출 돕기                                      |
| 63       | 2007. 02. 06 | 아수라장이 된 순재네 집 (개성댁,이형사,유미아빠 등등)                                                     |
| 64       | 2007. 02. 07 | 윤호-회자정리 / 해미*민용 (윷놀이)                                                                        |
| 65       | 2007. 02. 08 | 순재의 인생극장 (특별출연 정상훈) / 질투바라기 민정                                                       |
| 66       | 2007. 02. 09 | 문희의 애교(여봉~) / 신지-준이 옷사기                                                                     |
| 67       | 2007. 02. 12 | 일용잡부 처지 준하 회사에서 데려오는 순재 / 신지에게 반한 이형사                                          |
| 68       | 2007. 02. 13 | 문희*준하 - 순재 앞에서 잠꼬대하기 / 샤론스톤 유미*수영복 입은 유미 상상하는 범                           |
| 69       | 2007. 02. 14 | 살림 은퇴선언하는 문희 / 순재가족 남자끼리 산장 MT / 순재옆엔 다 쓸모없는 놈들 뿐                         |
| 70       | 2007. 02. 15 | 체면 구긴 순재의 해방구 (방방순재) / 신지가 한 턱 낸다는 말에 식신준하와 문희까지 데리고 나온 해미        |
| 설특집   | 2007. 02. 16 | 명장면 모음                                                                                               |
| 설특집   | 2007. 02. 19 | 거침없이 들여다보기                                                                                       |
| 71       | 2007. 02. 20 | 준하, 영덕대게 기다리기 / 민용-해미 앙숙이 된 이유 (어린민용)                                             |
| 72       | 2007. 02. 21 | 가출한 윤호, 민정과 케이크 만들기 / 곱슬머리피고 멋지게 차려입은 준하 레스토랑에서의 굴욕                 |
| 73       | 2007. 02. 22 | 해미 따라하는 민정 / 자고있는 유미에게 뽀뽀하는 범                                                        |
| 74       | 2007. 02. 23 | 문희를 향한 순재의 골세레모니 / 초스피드로 러시아어 마스터하는 해미                                       |
| 75       | 2007. 02. 26 | 민정에게 이별 선언 민용 / 윤호 몰래 싱가폴 간 민호                                                        |
| 76       | 2007. 02. 27 | 파업선언하는 문희와 준하 / 눈을 다친 민호,등을 다친 윤호                                                  |
| 77       | 2007. 02. 28 | 해미 화풀어주기 위한 준하의 유치 이벤트 / 아픈 민정 옆에서 사고만치는 신지                                |
| 78       | 2007. 03. 01 | 순재가족 구박에 민호집 나가는 배신범 / 민정에게 좋은 담임선생님이었다고 용기주는 윤호                     |
| 79       | 2007. 03. 02 | 다시태어나면 장동건과 살겠다는 문희 / 민용에게 헤어진 이유 묻는 민정(민용 때리는 민정)                    |
| 80       | 2007. 03. 05 | 불어경시대회 1등한 민호 / 민용에게 자신이 간첩이라고 말하는 유미                                          |
| 81       | 2007. 03. 06 | 해미 대변 사진촬영하려는 민용 / 민정이 자신만 예뻐한다 착각하는 윤호                                      |
| 82       | 2007. 03. 07 | 준하 주식 대박에 기뻐하는 순재 / 민정에게 반한 성격 급한 육상부 코치                                      |
| 83       | 2007. 03. 08 | 풍파고 학교 홍보 영상찍는 날-놀기만 하는 윤호와 유미 / 죄민수에게 오디션 받는 신지                        |
| 84       | 2007. 03. 09 | 쓰러진 문희-울지 않는 해미가 괘씸한 문희 / 유미 엄마 음반 CD를 팔아주는 범과 민호                         |
| 85       | 2007. 03. 12 | 민용에 대한 해미의 복수극 / 말만 미안해하고 준하에게서 다 받아 먹는 문희                                  |
| 86       | 2007. 03. 13 | 대근 아들과 씨름하는 준하 / 외제차 긁고 도망친 뺑소니 민정과 신지                                         |
| 87       | 2007. 03. 14 | 이 형사에게 사탕만들어주고 돈 받는 민호 / 양복입고 어른 흉내내는 윤호 / 순재에게 사탕받고 행복해하는 문희 |
| 88       | 2007. 03. 15 | 민정과 민용이 헤어진 이유를 밝혀내는 해미 / 신지와 민용의 절에서의 하룻밤                                 |
| 스페셜회 | 2007. 03. 16 | 1탄 이순재                                                                                                |
| 89       | 2007. 03. 19 | 순재에게 헬기 보내라고 협박하는 개성댁 / 독립하겠다며 거실에 텐트치는 윤호                                |
| 90       | 2007. 03. 20 | 준하 엉덩이 쇠봉으로 찌르고 미안해하는 순재 / 서로의 힘든 마음을 알게 된 민정과 민용                      |
| 91       | 2007. 03. 21 | 문희의 봄바람 / 유미의 실체에 충격받은 민호-유미뱅뱅이안경                                                |
| 92       | 2007. 03. 22 | 해미-민용의 반전 복수극 / 신지의 저주받은 자동차                                                          |
| 93       | 2007. 03. 23 | 준하에게 삐친 순재의 막둥이 사랑(순재-민용 무등) / 민정에게 프로포즈 하는 승현                            |
| 94       | 2007. 03. 26 | 한의원 원장되는 문희의 상상 / 육상부에 들어간 유미(달려라 유미 송)                                        |
| 95       | 2007. 03. 27 | 결막염 치료로 앞이 안보이는 순재 / 공군사관학교 가기로 결심한 윤호-맹장 수술                              |
| 96       | 2007. 03. 28 | 종조부앞에서 부부인 척 하는 신지와 민용 / 어린왕자 코스프레 의상 입은 민호                                |
| 97       | 2007. 03. 29 | 순재병원에 온 가수 아이비 / 민용 잊지 못하는 민정이 안타까운 윤호                                         |
| 98       | 2007. 03. 30 | 해미-전설의 술버릇 / 민정에게 준 순재의 야동비디오                                                        |
| 99       | 2007. 04. 02 | 민정 생일 축하해주는 윤호 / 유미에게 분노하는 범 / 분노범 / 분노의 양치질                                 |
| 100      | 2007. 04. 03 | 해미의 똥사진 가지게 된 민용 / 하숙범과 비교되는 찬성                                                     |
| 101      | 2007. 04. 04 | 가족들에게 서열 유니폼 입히는 순재 / 귀신 권오중!                                                         |
| 102      | 2007. 04. 05 | 민용의 생일날 다시 합치자고 말하는 신지 / 술취한 범                                                       |
| 103      | 2007. 04. 06 | 민정에게 남긴 민용의 카드메세지 / 순재와 함께 케익 만드는 문희                                            |
| 104      | 2007. 04. 09 | 조폭에게 침 놓는 순재 / 서바이벌 게임(민정에게 총맞는 윤호)                                               |
| 105      | 2007. 04. 10 | 협박편지 받은 순재- 경호하는 민호*찬성*범*유미 / 민용에게 까탈부리는 민정-민용민정 데이트                 |
| 106      | 2007. 04. 11 | 대근 가족들 혼자 이긴 김범-이범된 사연 / 해미를 향한 문희의 복수                                          |
| 107      | 2007. 04. 12 | 귀여운 일일 도우미 소유진 / 만년필에 넣어 둔 신지의 쪽지                                                  |
| 스페셜회 | 2007. 04. 13 | 2탄 해미 vs 민용                                                                                          |
| 108      | 2007. 04. 16 | 화장한 문희 / 민정에게 민용 만나지 말라는 소원 말하는 윤호 / 치킨배달원 정진영                            |
| 109      | 2007. 04. 17 | 범과 유미 사이에서 갈등하는 민호 (발리범) / 민용에게 방송출연 부탁하는 해미                               |
| 110      | 2007. 04. 18 | 방방거사 민정 / 문희*신지*유미-타짜들의 고스톱 판                                                         |
| 111      | 2007. 04. 19 | 서열 유니폼에 대한 이씨 남자들의 회의 / 서로를 험담하는 문희와 해미의 염탐전                              |
| 112      | 2007. 04. 20 | 준하의 창업-장&리 투자 컨설팅! / 윤호와 민정의 2인3각                                                     |
| 113      | 2007. 04. 23 | 장난감으로 강도잡은 해미검사&민용형사 / 사라진 준이                                                       |
| 114      | 2007. 04. 24 | 해미가 자신과 결혼한 이유를 알게 된 준하 / 민정과 신지의 과거모습(뚱뚱녀민정, 뻐드렁니 신지)              |
| 115      | 2007. 04. 25 | 순재의 산삼주 병 깨뜨리는 범 / 신지에게 재결합하라고 말하는 문희                                          |
| 116      | 2007. 04. 26 | 봉구멍 폐쇄 선언하는 민용 / 전학 온 혜미와 윤호의 첫 만남                                                 |
| 117      | 2007. 04. 27 | 순재에게 온 경화의 편지 / 뽀글파마 한 서민정                                                              |
| 118      | 2007. 04. 30 | 집안의 모든 위치를 바꾼 문희 / 신지 차보고 놀리는 해미                                                    |
| 119      | 2007. 05. 01 | 2017년 나문희 - 고돌유미와의 화투판 회상 / 신지에게 CM송 부탁하는 준하                                    |
| 120      | 2007. 05. 02 | 순재를 울린 노래 사랑은 개나소나-이순재송 / 윤호에게 호신술 배우는 민호                                   |
| 121      | 2007. 05. 03 | 화재 경보 오작동 소동 / 게임 중독 민용                                                                    |
| 스페셜회 | 2007. 05. 04 | 3탄 유니폼 5부자와 이범                                                                                   |
| 122      | 2007. 05. 07 | 머리스타일 바꾼 문희 보고 심장뛰는 순재 / 준하에게 맡긴 유미아빠의 오리발                                 |
| 123      | 2007. 05. 08 | 배신 할 관상 김범 - 민호에게 주는 순재의 범이 경계 십계명 / 해미에게 주는 윤호의 어버이날 선물            |
| 124      | 2007. 05. 09 | 해미의 설득으로 가족티 입은 순재네 / 거짓말쟁이 나혜미-윤호에게 뽀뽀하는 나혜미                           |
| 125      | 2007. 05. 10 | 과부촌 간 준하 잡아주는 신지-신지의복수 / 민정 아버지 만나는 민용                                         |
| 126      | 2007. 05. 11 | 문희 머리 감겨주는 순재 / 유미와 범이의 대결-도망범                                                       |
| 127      | 2007. 05. 14 | 준하*문희의 삼보일배 / 승현을 때렸다는 오해를 받게 되는 윤호                                              |
| 128      | 2007. 05. 15 | 중국 출장갔다 온 준하 유혹하는 해미 / 짜리유미 vs 목돌이 혜미 / 유미송*혜미송                             |
| 129      | 2007. 05. 16 | 잡지에 실린 신지의 제1호기사 / 민정에게 자주 만나 질린다고 말하는 민용                                    |
| 130      | 2007. 05. 17 | 준하를 존경하게 된 민용 / 윤호집에 놀러온 나혜미                                                          |
| 131      | 2007. 05. 18 | 순재의 영어실력 / 쓰러진 유미아빠 발견하는 민용                                                           |
| 132      | 2007. 05. 21 | 민호와 범이의 강아지 범민이 / 민정에 대한 윤호의 마음 알게 된 신지                                        |
| 133      | 2007. 05. 22 | 이순재상 시상식 / 준하 믿고 주식투자하는 신지와 민정                                                      |
| 134      | 2007. 05. 23 | 인터넷 기사에 실린 이 형사와 신지 로맨스 / 소리내지 않고 싸우는 민호와 윤호                               |
| 135      | 2007. 05. 24 | 오토바이 사고로 병원에 입원하는 민용 / 민호 복수 위해 승현 찾아 다니는 순재-켄터키후라이드쫀쫀해요빠방    |
| 스페셜회 | 2007. 05. 25 | 4탄 민정・신지・유미                                                                                      |
| 136      | 2007. 05. 28 | 순재의 객식구 차별 선언 / 민정에게 관심받고 싶어하는 윤호                                                 |
| 137      | 2007. 05. 29 | 민정에게 영어배우는 순재 / 유미 달리기 훈련시키는 민용                                                    |
| 138      | 2007. 05. 30 | 문희를 짝사랑했던 대근 / 민용에게 존경받기 위해 노력하는 준하                                             |
| 139      | 2007. 05. 31 | 발명왕 나여사 / 질투의 화신 민용 / 민용민정 키스                                                          |
| 140      | 2007. 06. 01 | 내기 장기에 훈수를 둔 해미를 혼내는 순재 / 시험 성적을 내기로 윤호에게 사귀자고 말하는 혜미               |
| 141      | 2007. 06. 04 | 순재의 숟가락 / 사라진 유미를 보게 되는 민용                                                              |
| 142      | 2007. 06. 05 | 부부금슬 좋게 만든다는 술을 마시는 준하 / 민정 복수 위해 흑석고 학생들과 싸우는 윤호                      |
| 143      | 2007. 06. 06 | 이쁜 세영의 고백에 흔들리는 민호 / 순재에게만 보여주는 민정의 랩                                          |
| 144      | 2007. 06. 07 | 해미의 술주정 목격하는 민호 / 불후의 명곡을 남긴 시경                                                     |
| 145      | 2007. 06. 08 | 준이보살 / 민정과 민용의 커플링                                                                           |
| 146      | 2007. 06. 11 | 이순재의 썰렁유머 / 유미 아빠사건-목격자 이윤호                                                           |
| 147      | 2007. 06. 12 | 해미 생일날 탈진으로 쓰러진 준하 / 민용 반대하는 민정 가족들                                              |
| 148      | 2007. 06. 13 | 순재의 골프실력 / 윤호-민정에게 준 이문세 콘서트 표                                                       |
| 149      | 2007. 06. 14 | 범민마운틴 / 큰 계약 따낸 신지-민용에게 축하 받던 때 회상                                                 |
| 스페셜   | 2007. 06. 15 | 하이킥 vs. 하이킥, 몸개그 열전                                                                            |
| 150      | 2007. 06. 18 | 대칭강박증 타블로 / 풍파고로 돌아오는 유미                                                                |
| 151      | 2007. 06. 19 | 미국에 가게 된 순재와 가족들 / 유미 엄마의 죽음                                                           |
| 152      | 2007. 06. 20 | 민호-유미와의 작별                                                                                        |
| 153      | 2007. 06. 21 | 박간호사 연애 코치 하는 순재 / 윤호의 생일                                                                |
| 스페셜회 | 2007. 06. 22 | 5탄 민호와 윤호, 그리고 준이                                                                              |
| 154      | 2007. 06. 25 | 슬랩스틱 코미디의 대가 이순재 / 민용의 프로포즈                                                           |
| 155      | 2007. 06. 26 | 준하와 혜리 / 민정과 결혼하겠다는 민용의 말에 눈물 흘리는 신지                                            |
| 156      | 2007. 06. 27 | 민호 우울증 치료해주는 윤호 / 신지 붙잡지 않는 민용                                                       |
| 157      | 2007. 06. 28 | 범이의 다이빙 / 더블예스터데이 / 순재와 윤호의 영어                                                       |
| 스페셜   | 2007. 06. 29 | 봉에 얽힌 이야기와 조연들                                                                                 |
| 158      | 2007. 07. 02 | 문희의 진주 목걸이 / 혜미의 고백 / 범이의 구슬줍기 대작전!                                                |
| 159      | 2007. 07. 03 | 주식 대박난 준하 / 신지를 걱정하는 민용 / 발레복입은 이형사                                               |
| 160      | 2007. 07. 04 | 해미에게 옷을 선물하는 문희 / 풍파고 농구시합 / 촌티패션 하이킥식구들                                     |
| 161      | 2007. 07. 05 | 황혼이혼 결심한 문희 / 민용은 좋은사람이에요 / 춤이 가르쳐 준 교훈                                        |
| 162      | 2007. 07. 06 | 대박난 준하 / 형제는 용감했다 / 꿈은 이루워진다                                                           |
| 163      | 2007. 07. 09 | 범이엄마의 등장 / 심심한 범이네VS재밌는 민호네 / 신지, 모스크바로 떠나다                                  |
| 164      | 2007. 07. 10 | 순재, 은퇴선언 / 유미를 기다리는 민호 / 순재의 마지막 진료                                                |
| 165      | 2007. 07. 11 | 민정, 이별을 예감하다 / 숲범 / 5시간의 이별여행                                                           |
| 166      | 2007. 07. 12 | 민정이 바라는 윤호의 모습 / 서울로 돌아온 신지와 민용                                                     |
| 167      | 2007. 07. 13 | 미국으로 유학가는 범이 / 윤호, 자유로운 영혼이 되다                                                       |

## 에피소드 베스트 5
- 2021년 10월 29일 방영 MBC 다큐플렉스 청춘다큐 거침없이 하이킥 선정

| 순위 | 회차 | 방영 일자    | 내용               |
| 1    | 7    | 2006. 11. 14 | 호박고구마         |
| 2    | 20   | 2006. 12. 04 | 야동순재           |
| 3    | 67   | 2007. 02. 12 | 순재의 준하 구하기 |
| 4    | 53   | 2007. 01. 23 | 카리스마 민호      |
| 5    | 64   | 2007. 02. 07 | 윤호의 회자정리    |